# Філіппо Ювара
Філіппо Ювара (італ. Filippo Juvara; 7 березня 1678 —31 січня 1736) — визначний архітектор пізнього бароко Італії. Відомий також як сценограф. В Іспанії, де він теж працював, його прізвище вимовляють як Джуварра.

## Біографія

### Походження та навчання
Народився в родині гравера та ювеліра в місті Мессіна, Сицилія. Початкове навчання отримав в Сицилії.

### Римський період

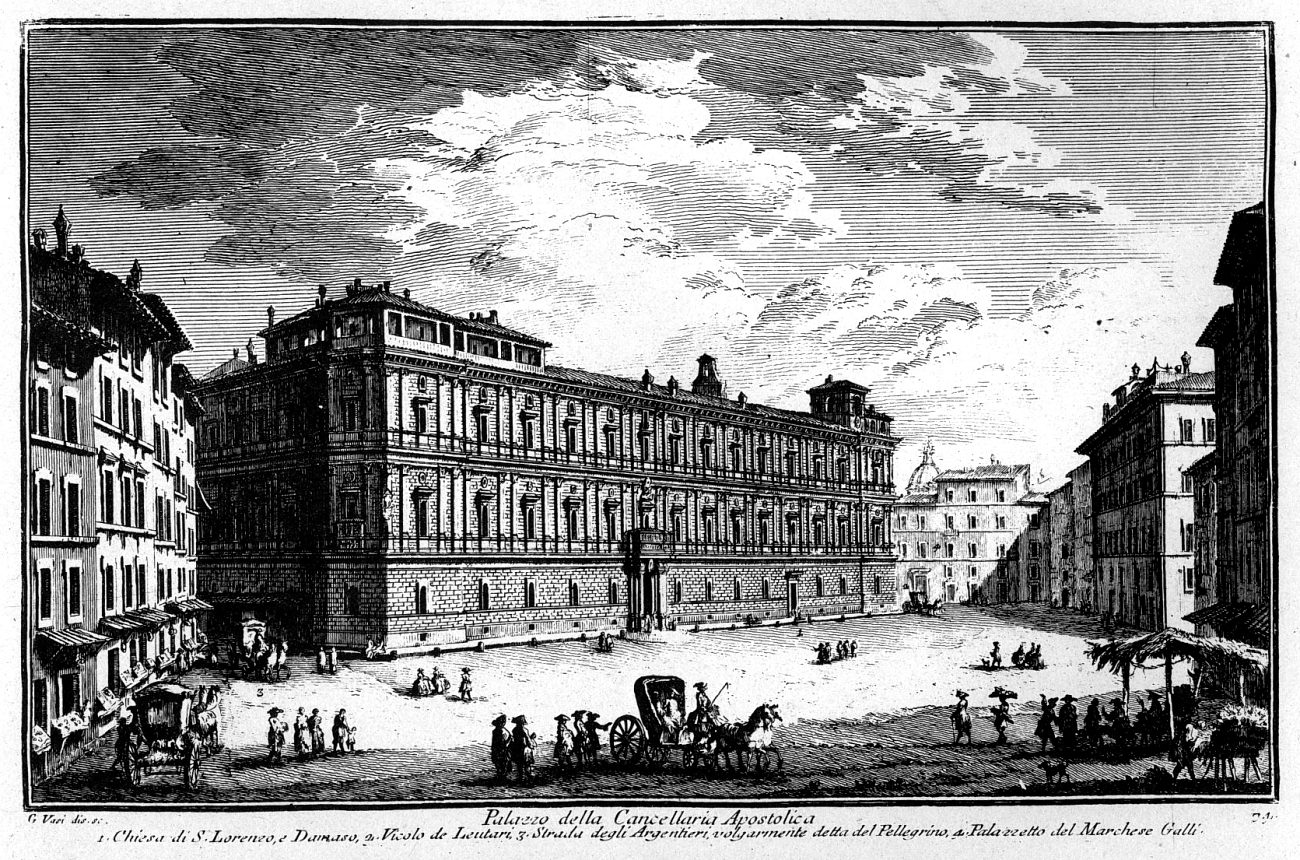
Гравер Джузеппе Вазі, палаццо Канчеллерія (Palazzo della Cancelleria).

З 1704 року Ювара переїздить до Риму, де вивчає будівельні технології у архітекторів Франческо та Карло Фонтана. Успішну кар'єру міг мати лише митець з могутнім покровителем. Ювара отримав патрона в особі кардинала Оттобоні. П'єтро Оттобоні мав приватний театр у величному палаці Канчеллерія в Римі. Ювара допомагав у перебудові цього театру, а також готував прем'єрну виставу 1709 р. Опера була на лібретто самого кардинала Оттобоні і виявилася серед перших у Римі після скасування папської заборони на світські вистави в папській столиці. Музику до опери створив композитор Карло Франческо Польяролі (бл. 1653—1723).
Другим меценатом Ювари в Римі стала королева Польщі Марія Казимира (тоді удова і вже королева в минулому). Він працював у її театрі в палаццо Цукаррі. За проєкт сакрістії для собору Св. Петра Ювару обрали членом престижної Академії Св. Луки в Римі у 1706 р. 1708 р. датована перша нетеатральна робота Ювари — каплиця Антаморо в церкві Сан Джироламо делла Каріта.

### Новий покровитель
З 1714 р. почався його активний будівничій період як архітектора. Він обслуговує Віктора-Амадея ІІ Савойського спочатку в Мессіні, а потім в Турині.
З 1719 р. він в Португалії, де зробив проєкт палацу Мафра для короля Жоао П'ятого.
Зробив подорож до Парижу і Лондона.
Він плідно в роки 1715—1731 попрацював у Турині для Савойської королівської родини. Серед його споруд :
- базиліка Суперга ,
- фасад церкви Санта Крістіна,
- палацо Мадама в Турині,
- мисливський замок Ступініджі .

### Смерть в Іспанії

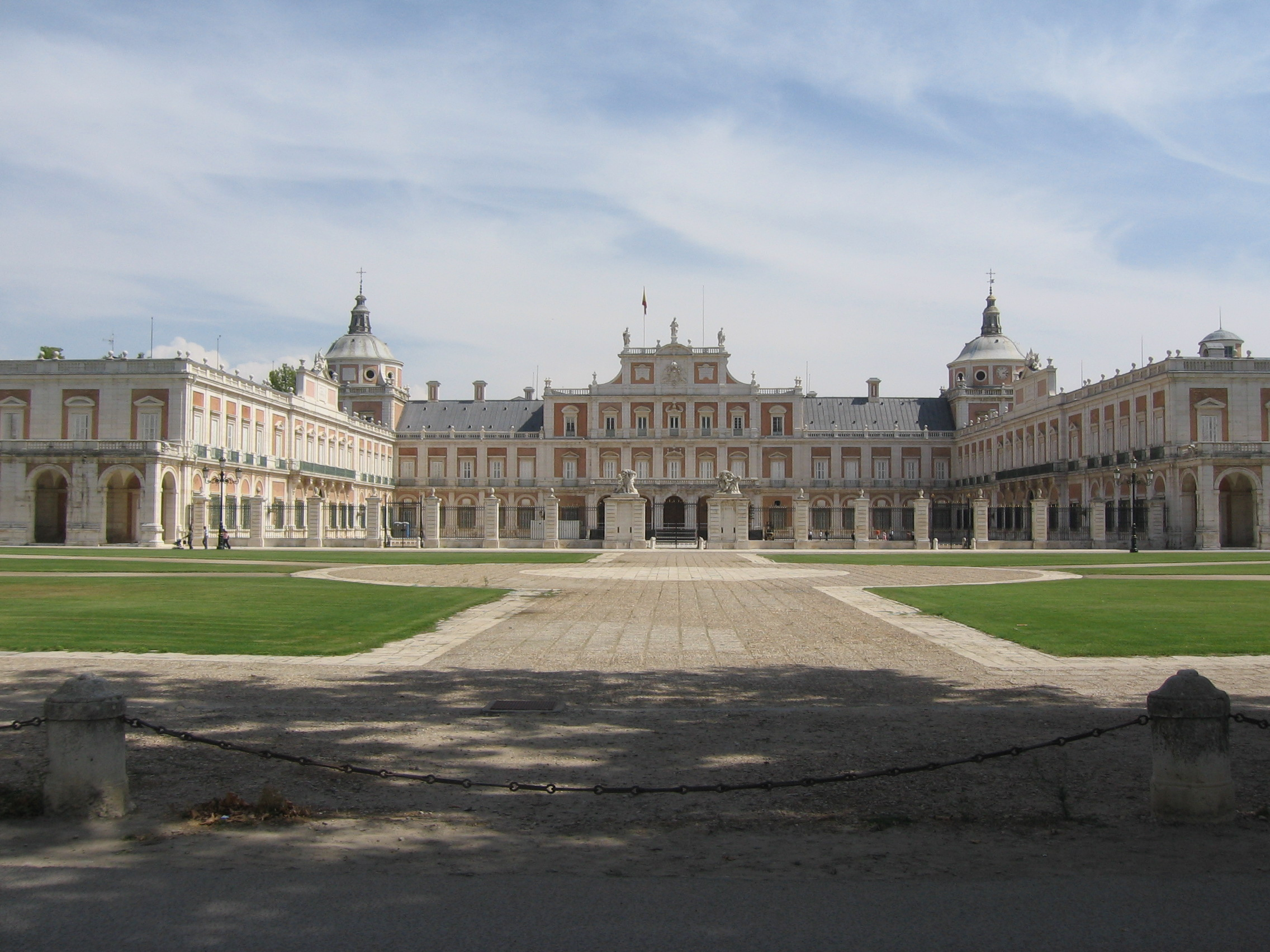
Палац в містечкі Аранхуес під Мадридом.

Його викликали до Мадрида 1735 р., де він почав працювати на замовлення короля Феліпе П'ятого Бурбона. Родич короля Франції, він не підтримував як зразок Версаль і звернувся до Ювари, бароко якого ставало з роками більш стриманим і спокійним. Головні твори в Іспанії — палац Гранха, палац Аранхуес, Королівський палац в Мадриді, відоміший як палац Орьєнте.
Ювара помер в Мадриді у 1736 році.

## Галерея

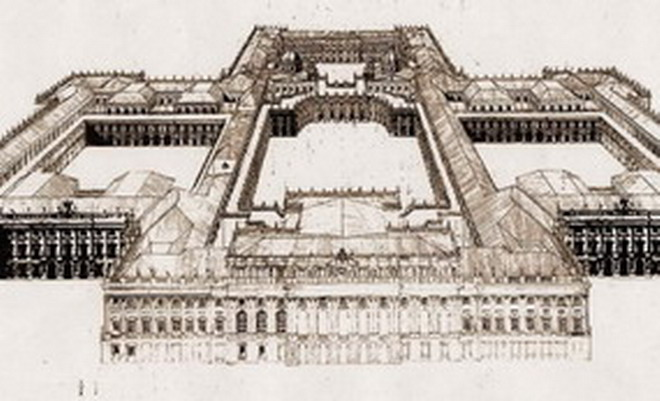
Філіппо Ювара. Первісний проєкт королівського палацу для міста Мадрид (палац Орьєнте). Головний фасад, 1735 р. (?).

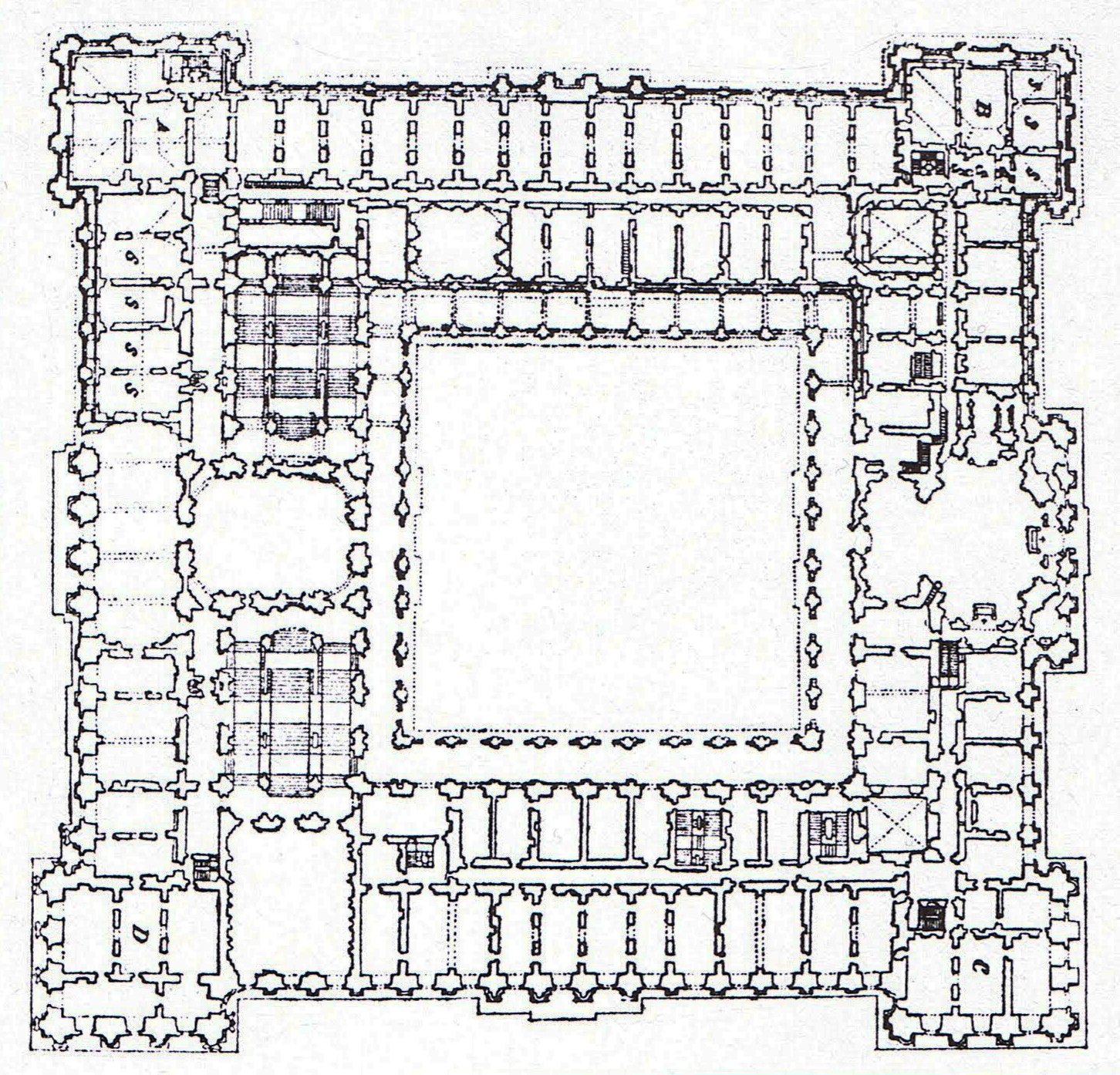
Мадрид, палац Орьєнте, вибудована частина проєкту Ф. Ювари. Поземний план.

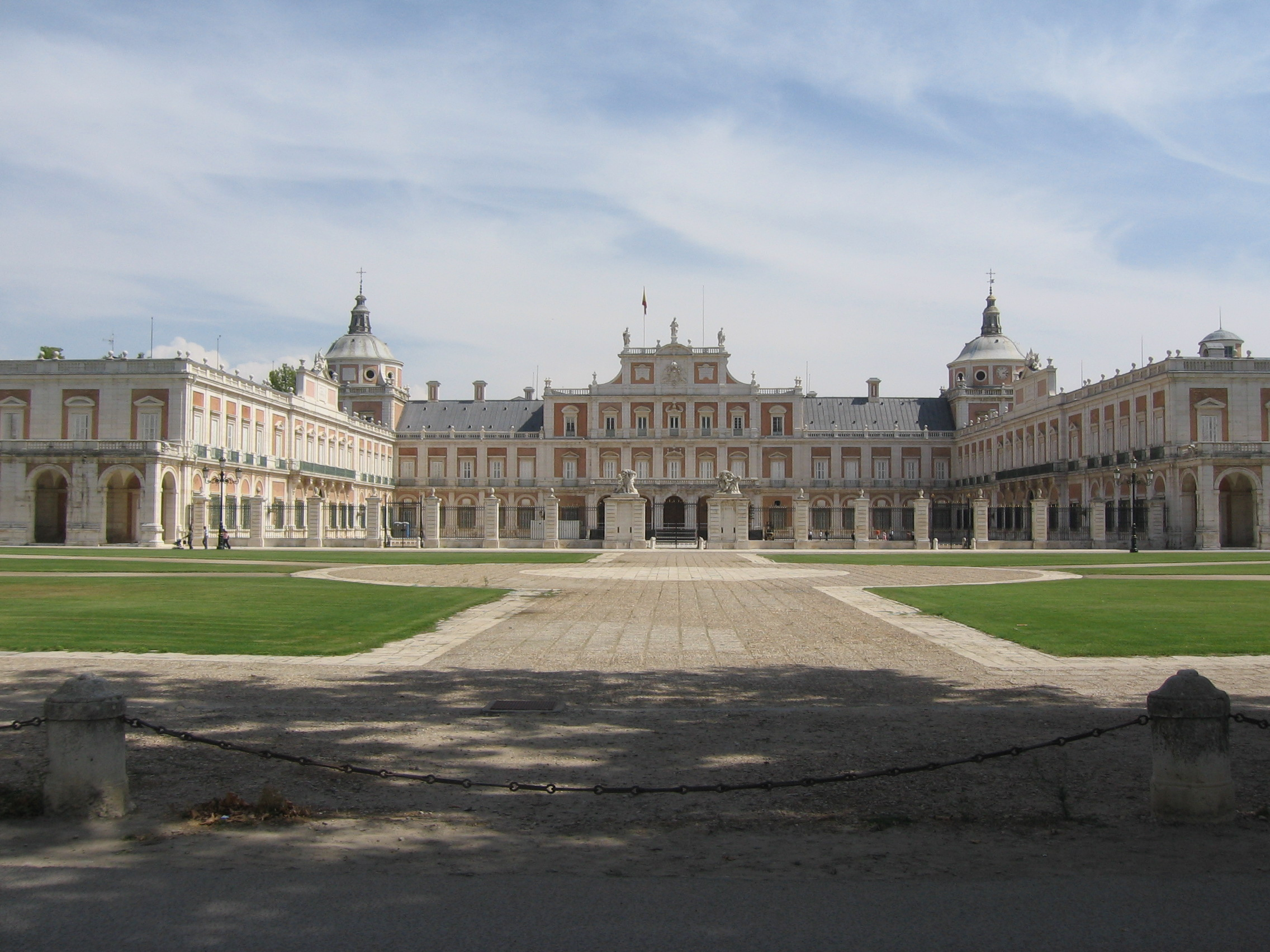
Палац Аранхуес.
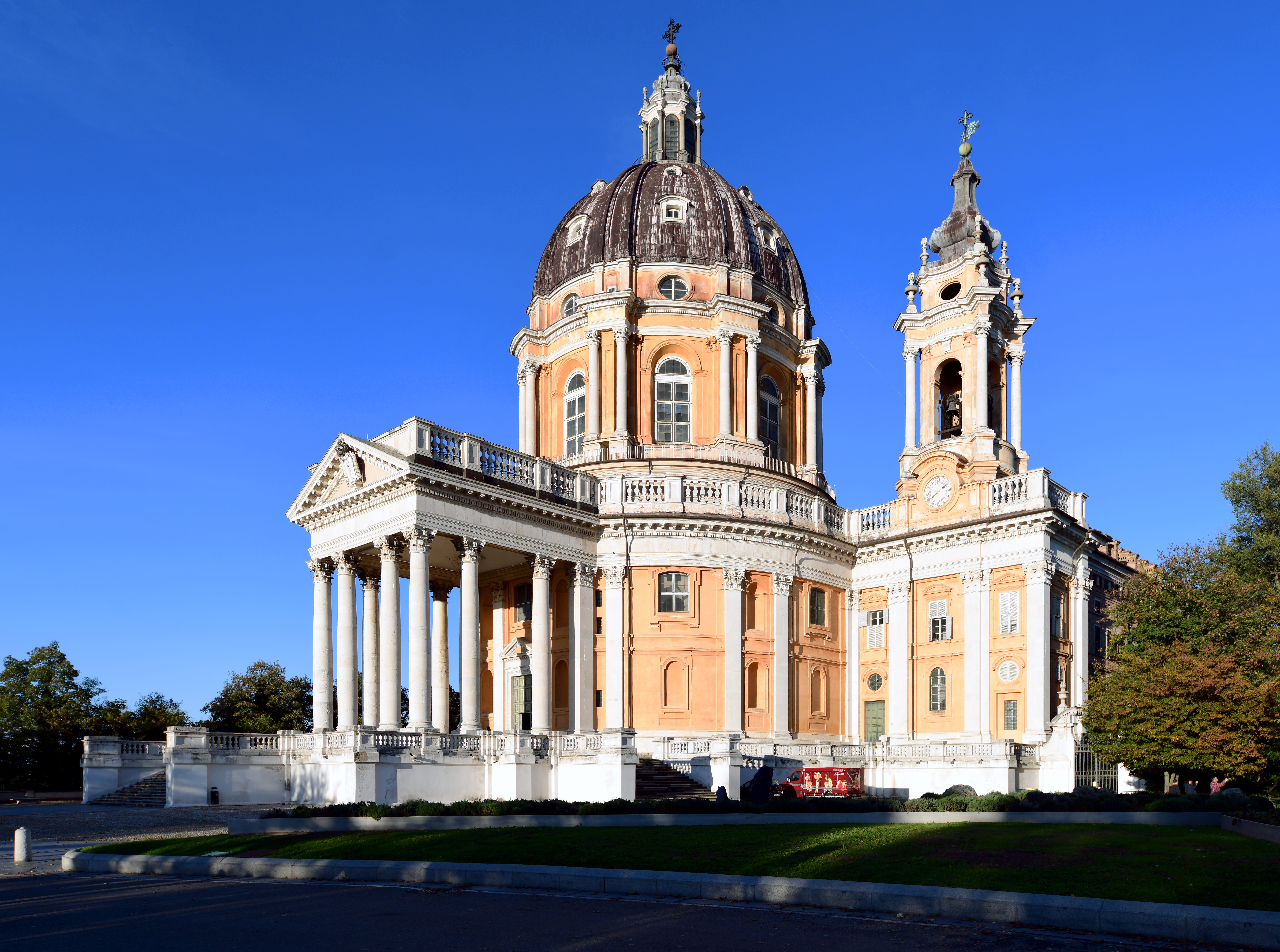
Турин, базиліка ді Суперга
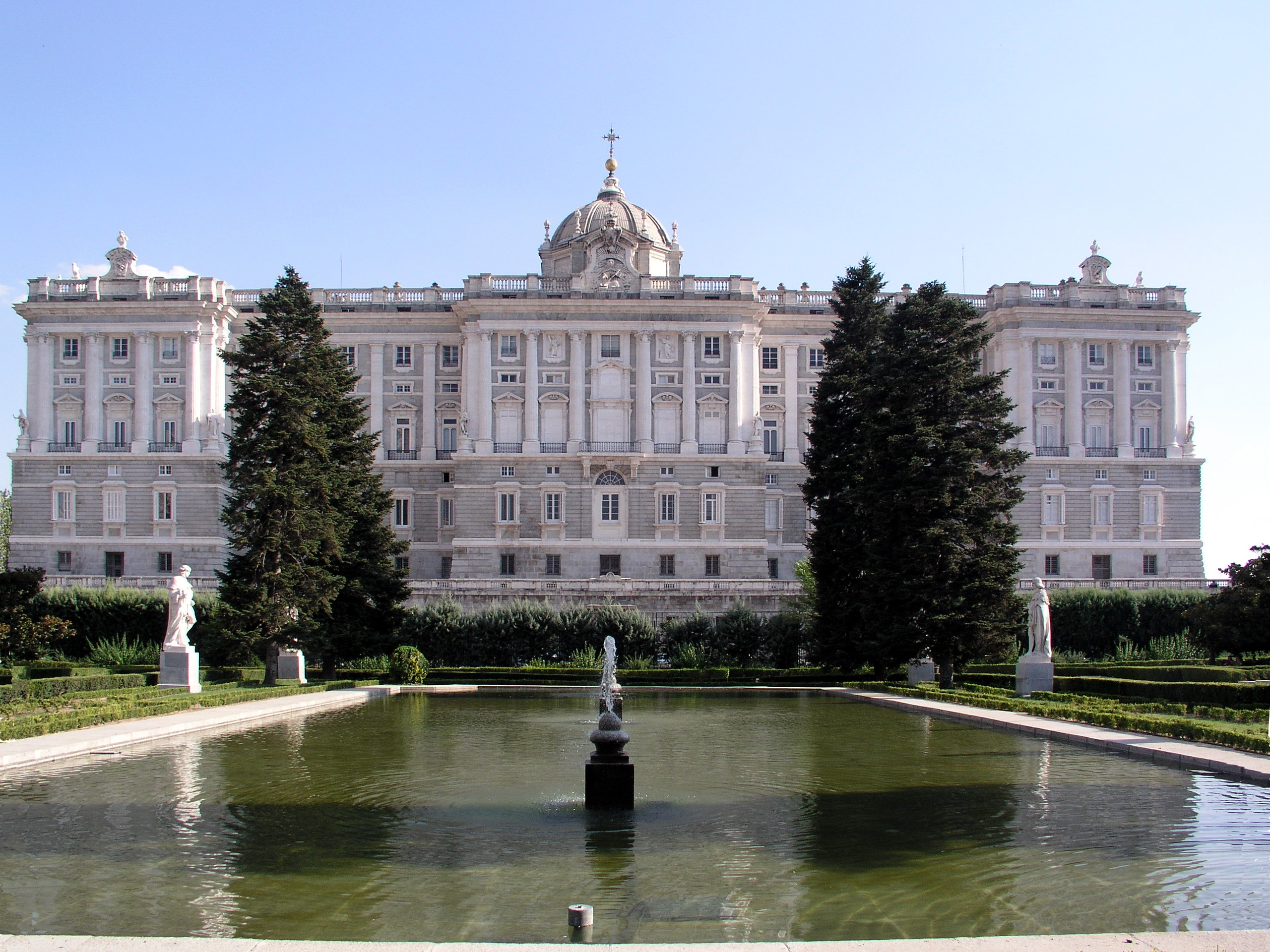
Мадрид, палац Орьєнте
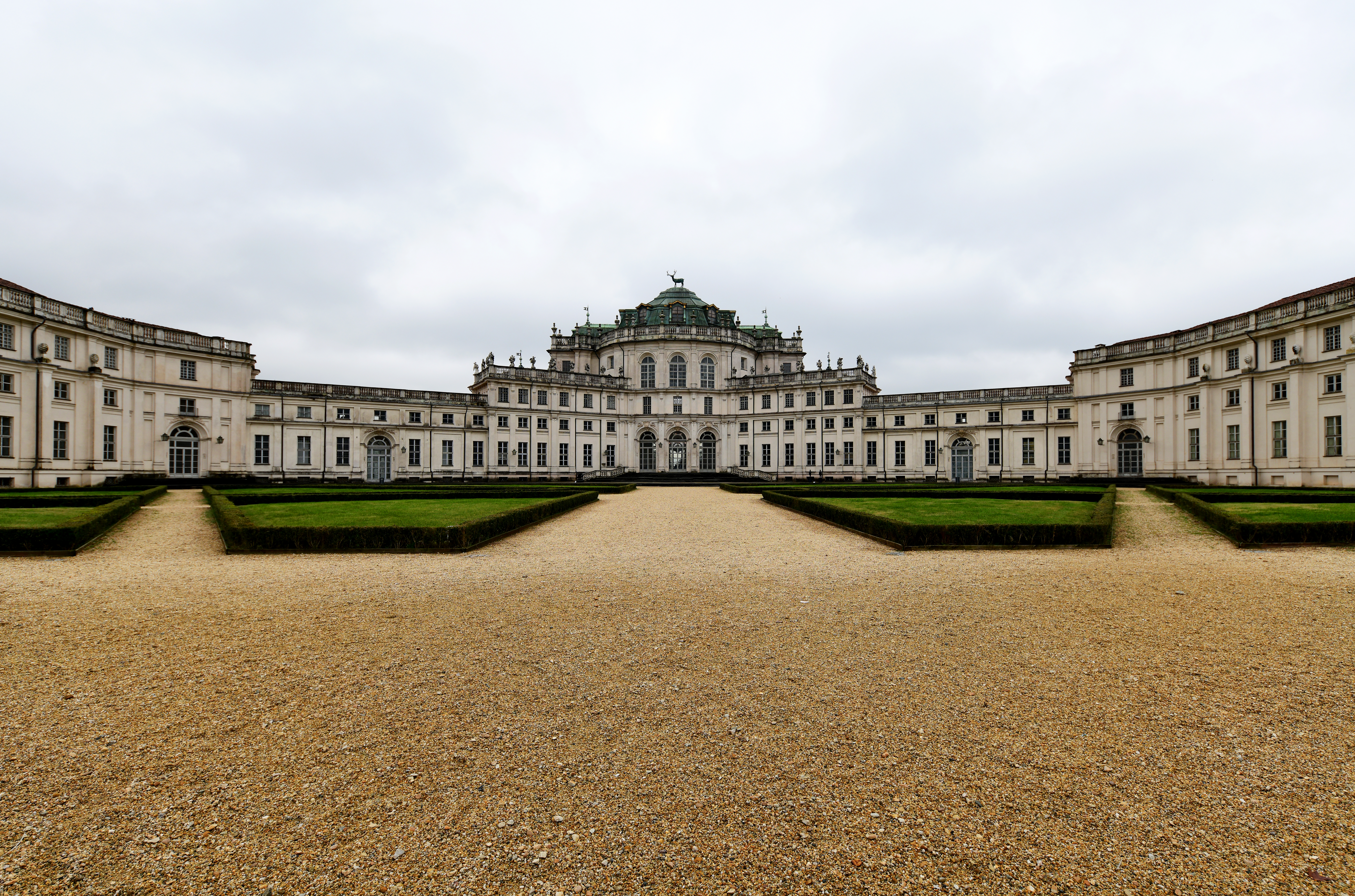
Турин, мисливський замок Ступініджі